# Chalcolepis
Chalcolepis is een geslacht van kevers uit de familie  
kniptorren (Elateridae).
Het geslacht is voor het eerst wetenschappelijk beschreven in 1857 door Candèze.

## Soorten
Het geslacht omvat de volgende soorten:
- Chalcolepis austerus Casari, 2000
- Chalcolepis emarginatus Punam, Vats & Saini, 1996
- Chalcolepis kashyapi Vats & Kashyap, 1992
- Chalcolepis luczotii Candèze, 1857
- Chalcolepis nigrimaculatus Punam, Vats & Saini, 1996
- Chalcolepis pannus Vats & Kashyap, 1992
- Chalcolepis rotundoextremus Vats & Kashyap, 1992
- Chalcolepis similis Casari, 2000
- Chalcolepis splendidus Casari, 2000
- Chalcolepis truncatus Punam, Vats & Saini, 1996